# Giuggianello
Giuggianello is een gemeente in de Italiaanse provincie Lecce (regio Apulië) en telt 1255 inwoners (31-12-2004). De oppervlakte bedraagt 10,1 km², de bevolkingsdichtheid is 123 inwoners per km².

## Demografie
Giuggianello telt ongeveer 491 huishoudens. Het aantal inwoners daalde in de periode 1991-2001 met 2,6% volgens cijfers uit de tienjaarlijkse volkstellingen van ISTAT.
| Jaar | Inwoneraantal |
| ---- | ------------- |
| 1991 | 1320          |
| 2001 | 1286          |
| 2011 | 1255          |

## Geografie
Giuggianello grenst aan de volgende gemeenten: Giurdignano, Minervino di Lecce, Muro Leccese, Palmariggi, Poggiardo en Sanarica.

## Galerij

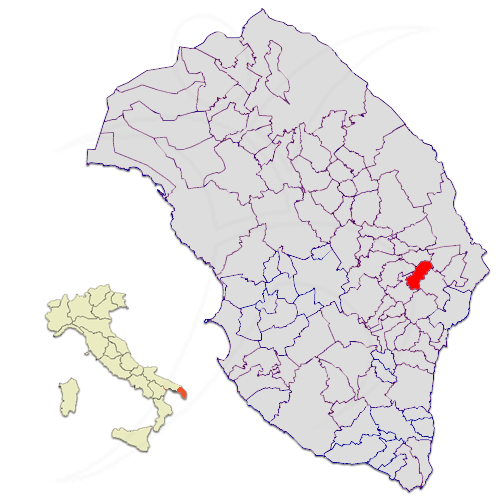
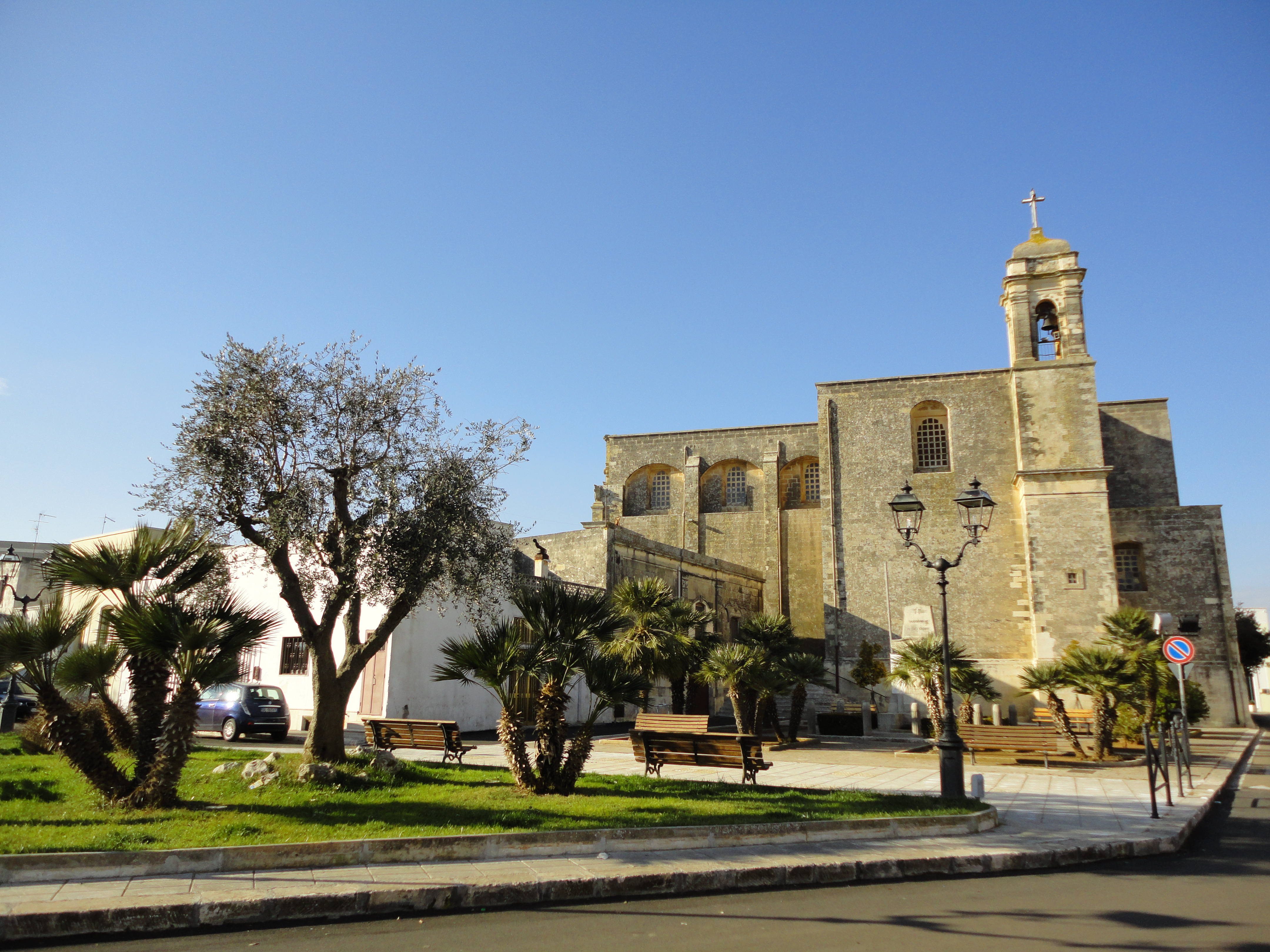
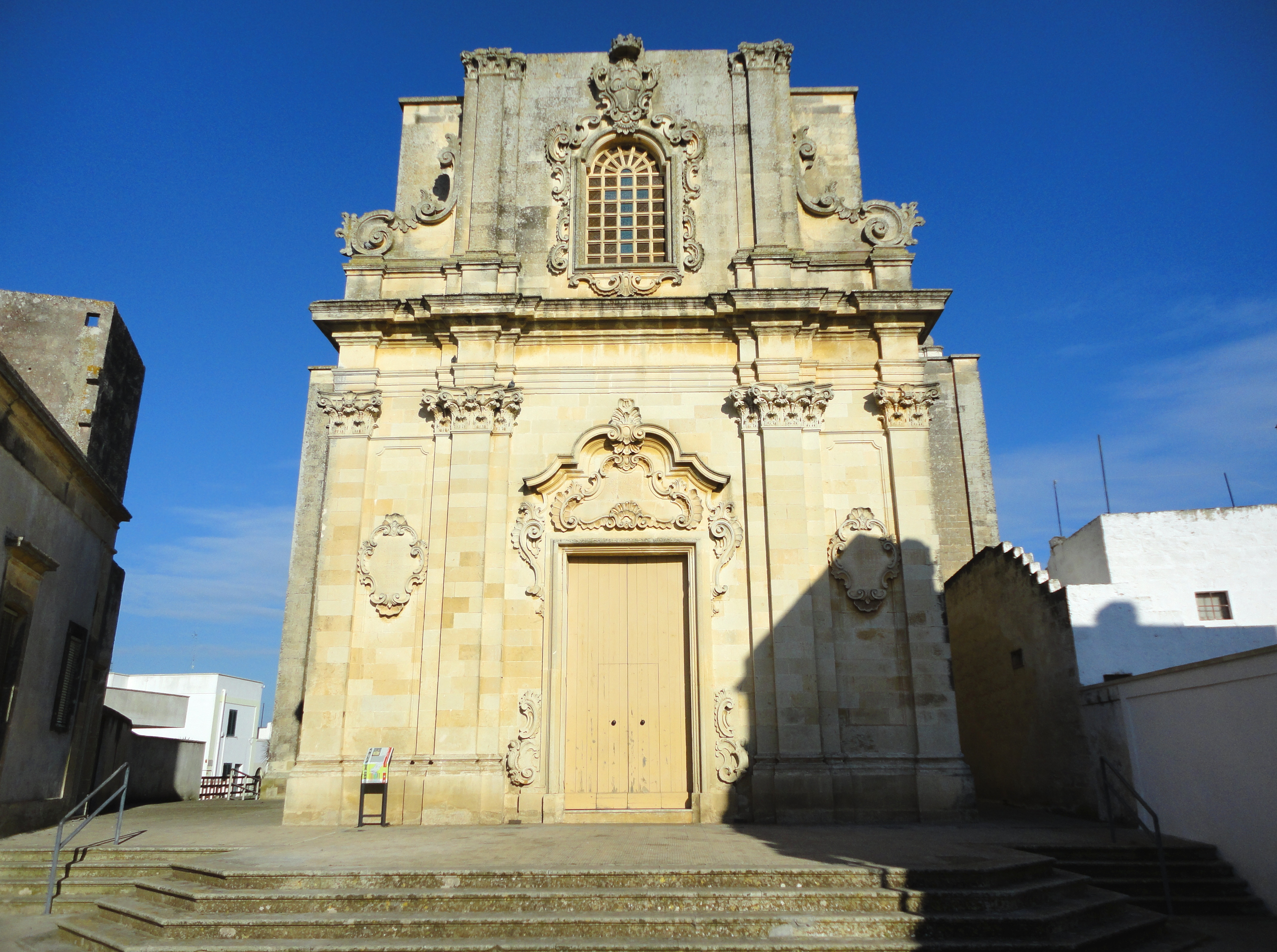
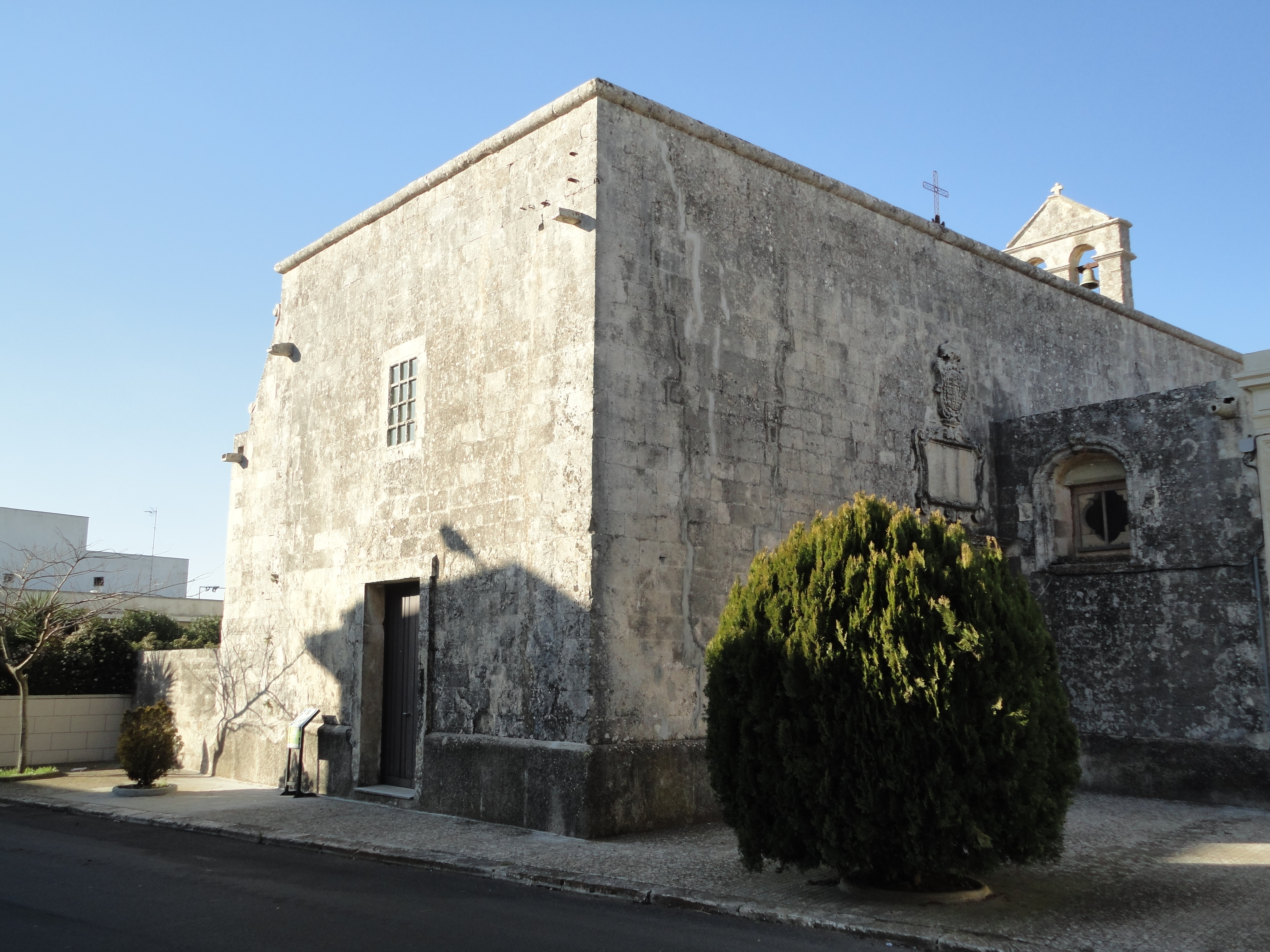
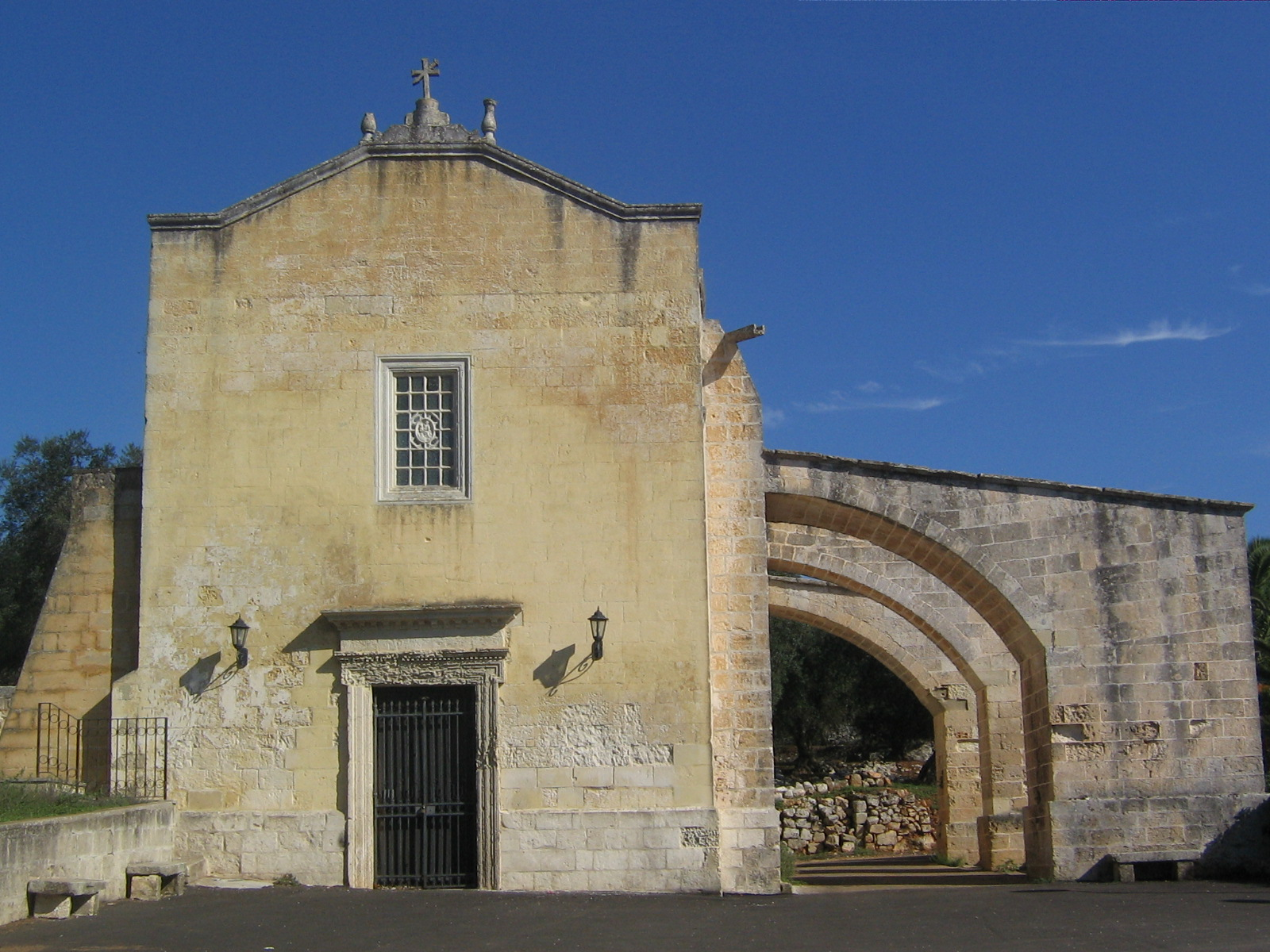
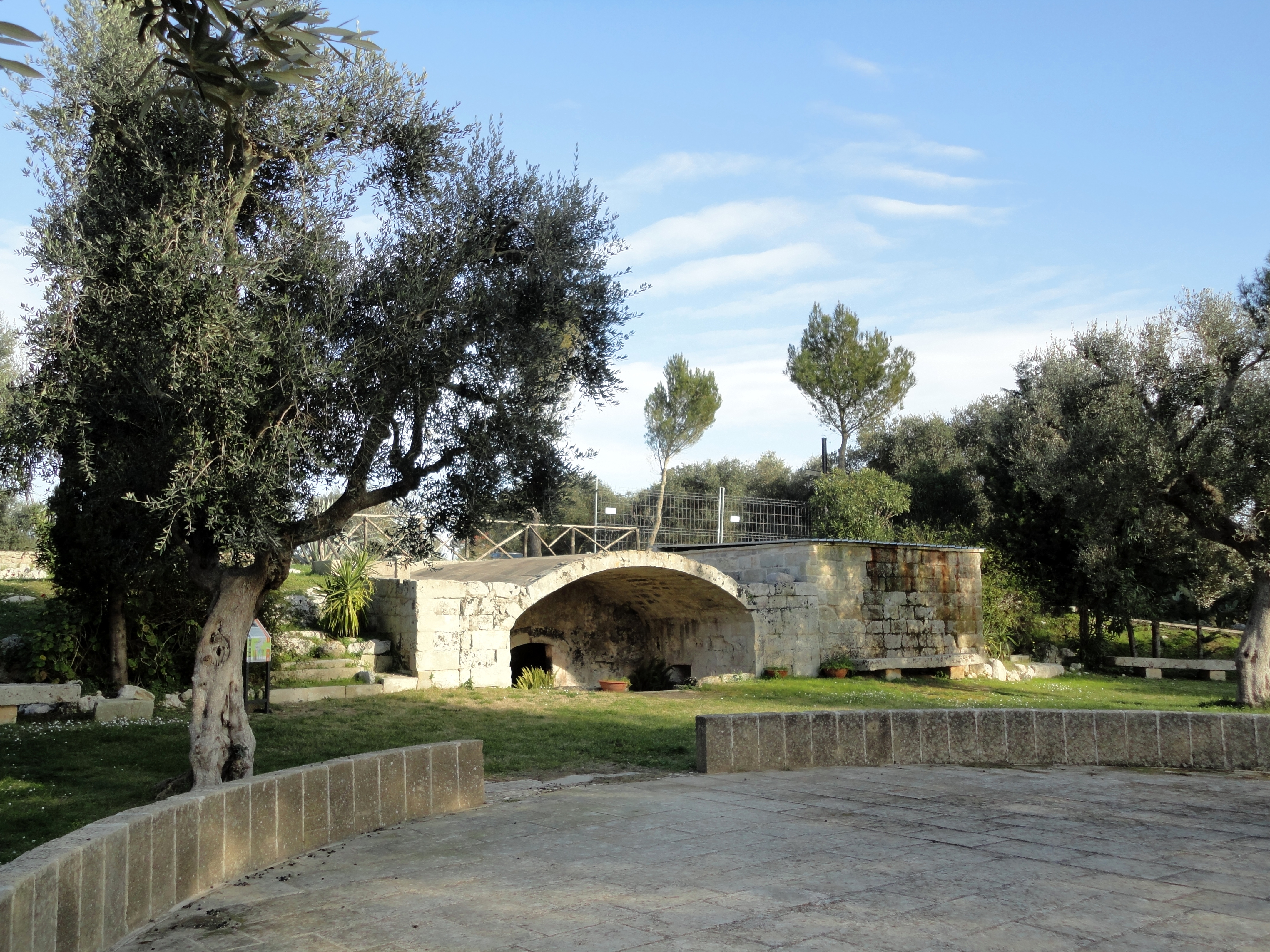
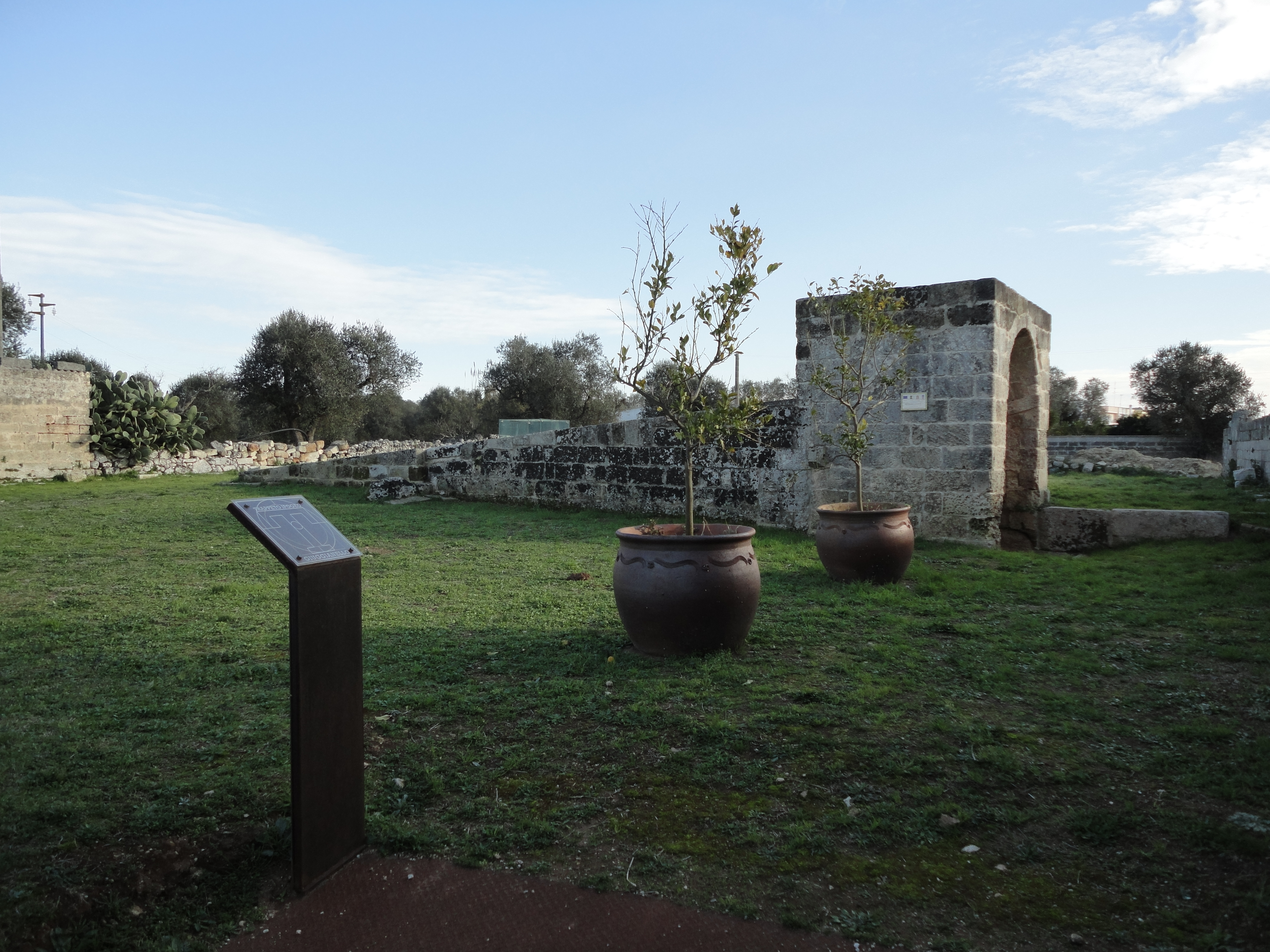
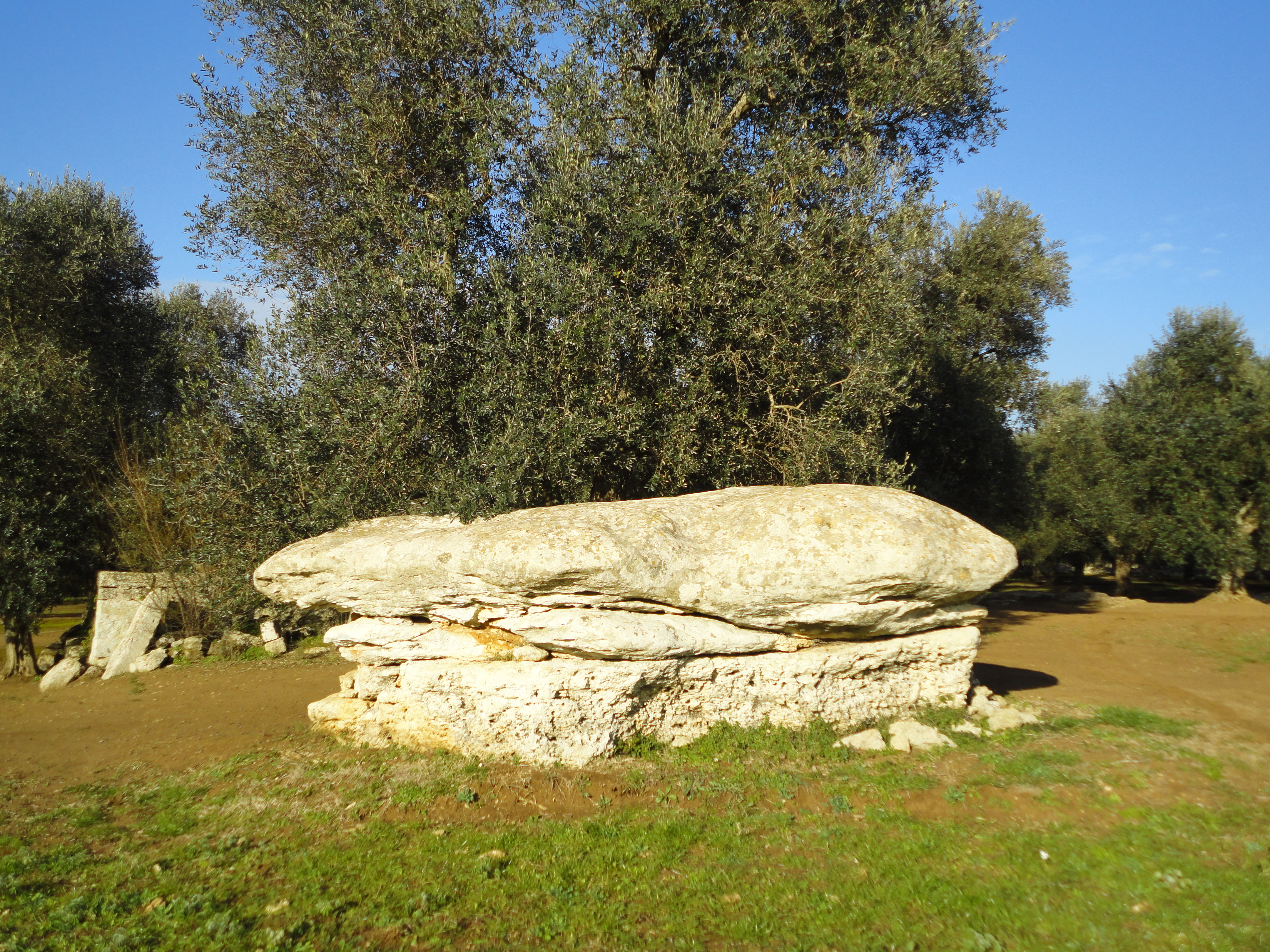